# 6wakaイブニング
『6wakaイブニング』（ろくワカイブニング）は、テレビ和歌山で2020年4月1日から2025年3月27日まで月曜 - 木曜の夕方に放送されていた報道・情報番組。
番組開始の2018年4月2日から2020年3月31日までは、『6時のわかやま』（ろくじのわかやま）のタイトルで放送されていた。本項で併せて記述する。

## 概要
2018年3月28日まで放送されていた『ニュース&情報 5チャンDO!』の後継番組として『6時のわかやま』を開始した。「これを見れば今日1日の県内の出来事がわかる」をテーマとして、和歌山県内の最新のニュースや情報を伝える。
2020年4月1日の放送から、テレビ東京の19時台の番組スタートが一斉に18:30に繰り上がった影響で、放送時間を30分前倒しし、『6wakaイブニング』に改題・リニューアルした。改題前と同じく18時前後からニュースをまとめて放送する関係で、番組前半が県内の情報・中継など、後半はニュースや報道系特集がメインの構成となっている。災害時などはこの限りではなく、番組開始冒頭からニュースを伝える。
なお、本番組の放送がない金曜日は、情報バラエティ番組の『みんなで作る和歌山情報 わくわく編集部』を放送している。
2025年3月12日の放送分にて同月27日に番組を終了することを発表した。後番組は『WTV NEWS6』。

## 出演者
※ 出演者は最終回時点のもの。

### メインキャスター（MC）
- 月曜日：中村隆之、佐藤瑞穂、風尾彩花
- 火曜日：高松良誠、髙田洋子[4][5]
- 水曜日：岩﨑悠真、久保恵佳[5]
- 木曜日：高松良誠、出世凪沙

過去
- 山田みゆき[6][7]
- 玉川恵[8][9]
- 佐藤美絵[8][9]
- 塚田文[10]
- わだともえ
- 鈴木理加[11]
- 遠藤萌美[12]
- 岡山瞳[13][14]
- 岩佐まり[5][15][16]
- 釜本莉奈[17][18]
- 加田晶子[19]

### 中継リポーター
- 海老澤佳奈[17][18]
- 有沢伶菜[18]
- 覚道沙恵子[20][21]

過去
- 田中愛[8]
- 新宅マキ[10][12][22]
- いがらしあみ[8][9][23]
- 谷川智美[9][24]
- 近藤綾香[25]
- 星加莉佐
- きのせひかる[26]
- 谷山美香[18][27]
- 森川侑美[17][18]

## 放送時間
6時のわかやま
- 2018年4月2日 - 2019年3月28日：月 - 木曜日 18:00 - 18:55
- 2019年4月1日 - 2020年3月31日：月 - 水曜日 18:00 - 18:55、木曜日 18:00 - 18:50

6wakaイブニング
- 2020年4月1日 - 2025年3月27日：月 - 木曜日 17:30 - 18:20

時期によっては、終了後に別番組を放送する為、5分程度放送終了が早まる。
全国高等学校野球選手権和歌山大会の全試合生中継を行う関係で、大会期間中及び前後1週間程度は番組が休止もしくは短縮になる。
テレビ東京の大型特番（テレ東音楽祭など）をネットする場合は、放送時間を移動・短縮する。

## 主なコーナー
- イブニングアイ
- 6waka中継
- 6waka写真館
- 県内のニュース・天気予報

など